# Munkaérték-elmélet
A munkaérték-elmélet a klasszikus közgazdaságtan egyik fő elmélete. A fő kérdés, amire választ keres, hogy a megtermelt jövedelem nagy társadalmi csoportok (tőkések, földbirtokosok és munkások) közötti elosztása mikor igazságos. A munkaérték-elmélet a gazdasági értékteremtés forrását az annak eredményében testet öltő munkában keresi.

## Ricardo elmélete
A munkaérték-elmélet teljes kidolgozása David Ricardo nevéhez fűződik. Eszerint az előállított javak értékét, így az árát is, kizárólag a beléjük fektetett munka határozza meg. Két jószág árának aránya megegyezik az előállításukhoz szükséges munkamennyiségek arányával.
Ricardo szerint azonban a munka tényleges kifejtője, a munkásosztály nem kapja meg az általa termelt javak értékének egészét. A tőketulajdonosok csak annyit fizetnek ki a munkásoknak, amennyi a létfenntartáshoz és a szaporodáshoz szükséges. A fennmaradó részt, a profitot kisajátítják. A bér–profit arány megváltoztatásáért állandó harc, osztályharc folyik a munkás- és tőkésosztály között. Ricardo ezen megállapításai később Karl Marx politikai-közgazdasági nézeteinek alapjává váltak.

## További megközelítések
Ricardóval szemben Adam Smith úgy vélte, hogy a munka csak a társadalmi fejlettség alacsony fokán volt valódi értékmérő; később a munkából származó értékhez hozzáadódott a tőke és a föld járadéka, amelyek összege képezi a javak „természetes árát”. Say szerint az érték nem a munkából, hanem a javak által a fogyasztóikban keltett hasznosságból ered. Malthus sem zárta ki a fogyasztói oldal szerepét az érték, így az ár kialakulásában, ezért ő sem fogadta el a munkaérték-elméletet.
A klasszikus közgazdaságtan és a neoklasszikus közgazdaságtan közötti fő különbség, hogy az utóbbi, újabb elmélet már nem keres egy objektív értékmérőt a dolgok értéke mögött, hanem az értéket csak az egyes emberek szubjektív értékelése szempontjából vizsgálja, azaz szubjektív értékelmélet.